# Fault (sport)

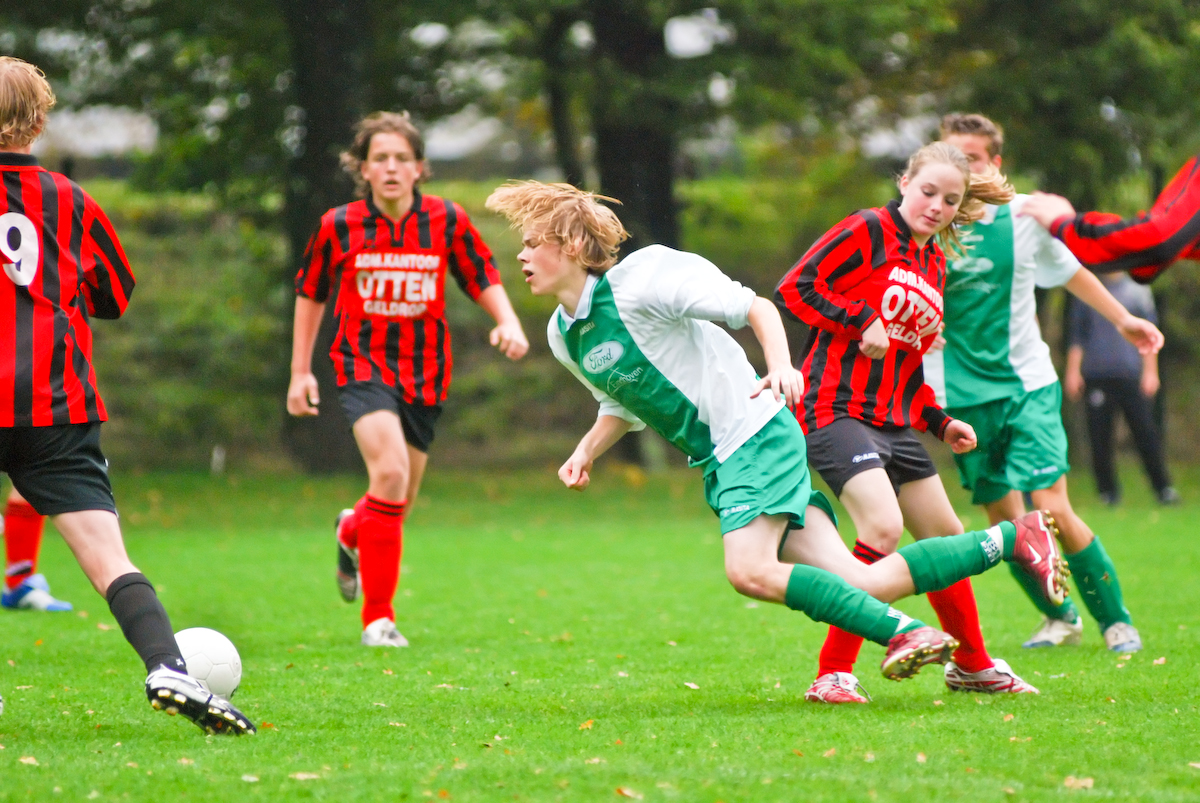
Un fault comis de o fotbalistă

În sport, un fault este o manifestare nepotrivită sau nedreaptă, făcută de un jucător, după cum o consideră un arbitru. Un fault poate fi intenționat sau accidental și de multe ori are ca rezultat o penalizare.
Sporturile individuale pot avea diferite tipuri de fault. De exemplu, în baschet, un fault personal implică contactul personal ilegal cu un adversar. Un fault tehnic se referă la un comportament nesportiv fără vreun contact fizic, fiind o infracțiune mai serioasă decât un fault personal. Un fault vizibil implică un comportament nesportiv, cu contact fizic, considerat cel mai serios fault, care adesea se pedepsește cu eliminarea din joc.